# 透視室

蛍光透視法によって行われたバリウム嚥下検査。

透視室（とうししつ、英: Fluoroscope room）は、X線撮影検査を行うための部屋。X線撮影によりリアルタイムに体内の様子を観察できる。
主に、胃のバリウム検査、大腸の注腸検査を行う目的で利用される。
X線の透視法（Fluoroscopy [flʊəˈrɒskəpi] は、対象物の内部のリアルタイム動画像を得るイメージング技術。その主な用途は、医療撮像、X線透視（fluoroscope [ˈflʊərəskoʊp] ）  で患者を医師が体内を参照することで、構造と機能、そのポンプ作用たとえば心臓や嚥下の動きを見ることが可能となる。診断と治療の両方に役立つが一般的な放射線科、画像下治療および外科学画像誘導手術で発生する。

### 初期の時代

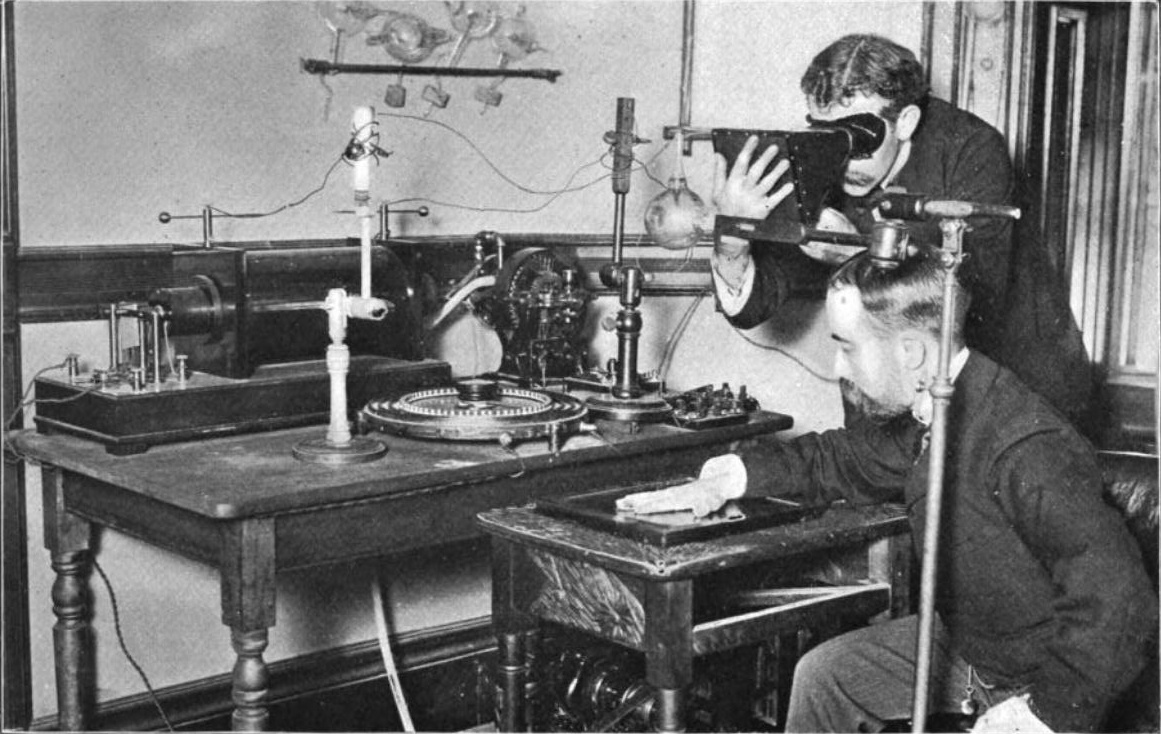
1890年代の実験者（右上）が蛍光透視法で手を調べています。

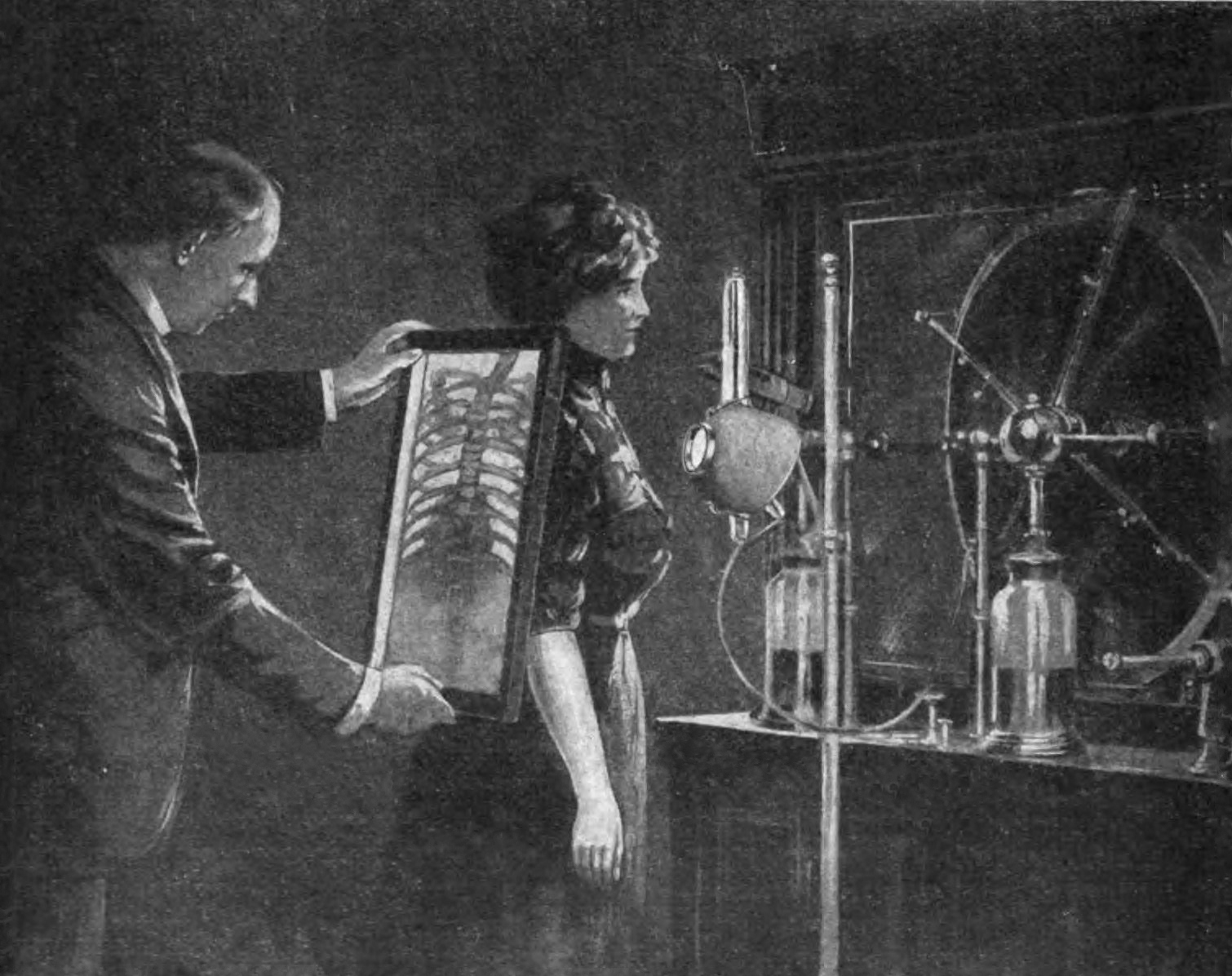
ハンドヘルド蛍光スクリーンを使用した胸部蛍光透視法、1909年。 X線の危険性がまだ認識されていないため、放射線防護は使用されていません。

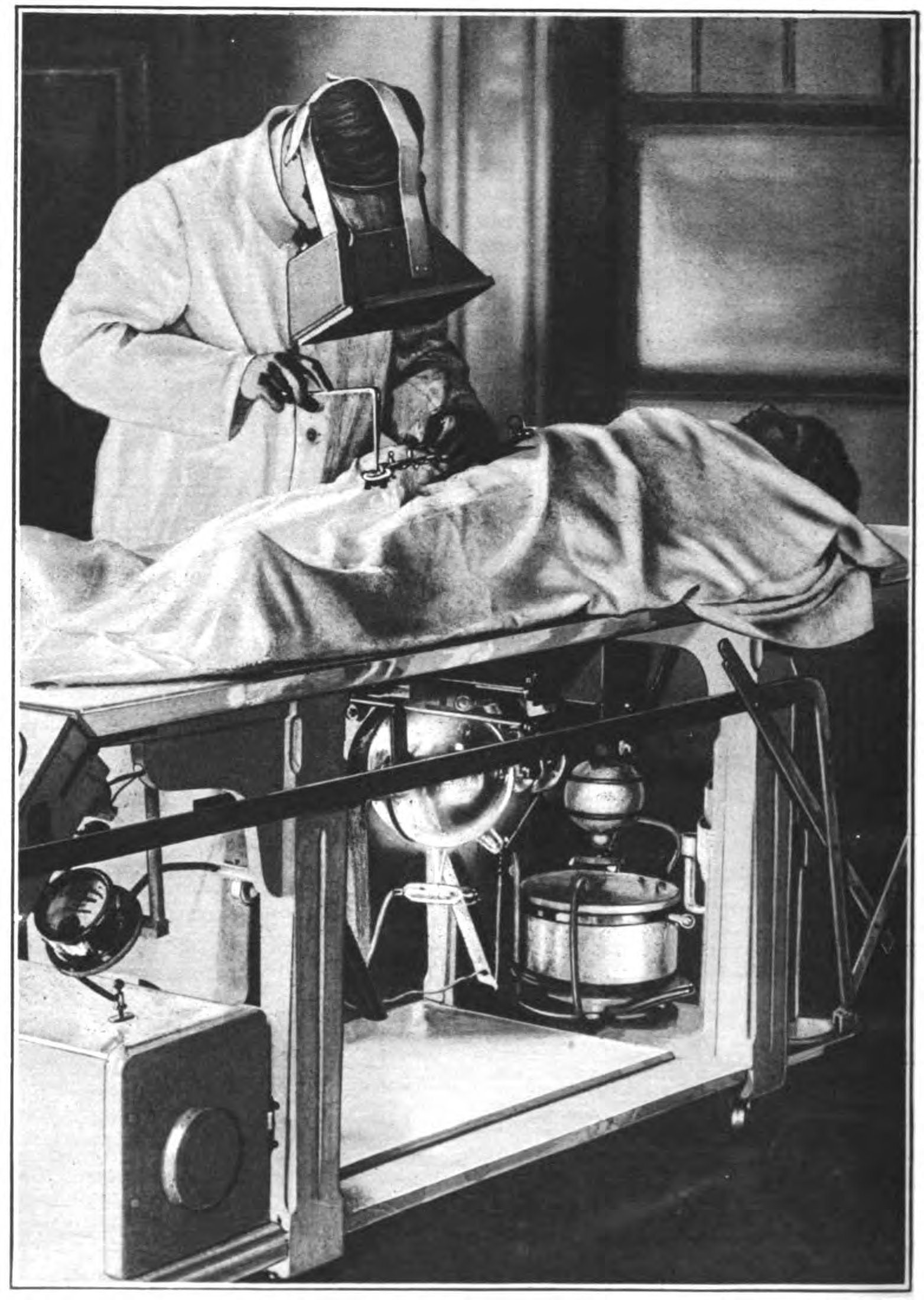
第一次世界大戦中、蛍光透視法を使用して埋め込まれた弾丸を見つける外科手術、1917年。

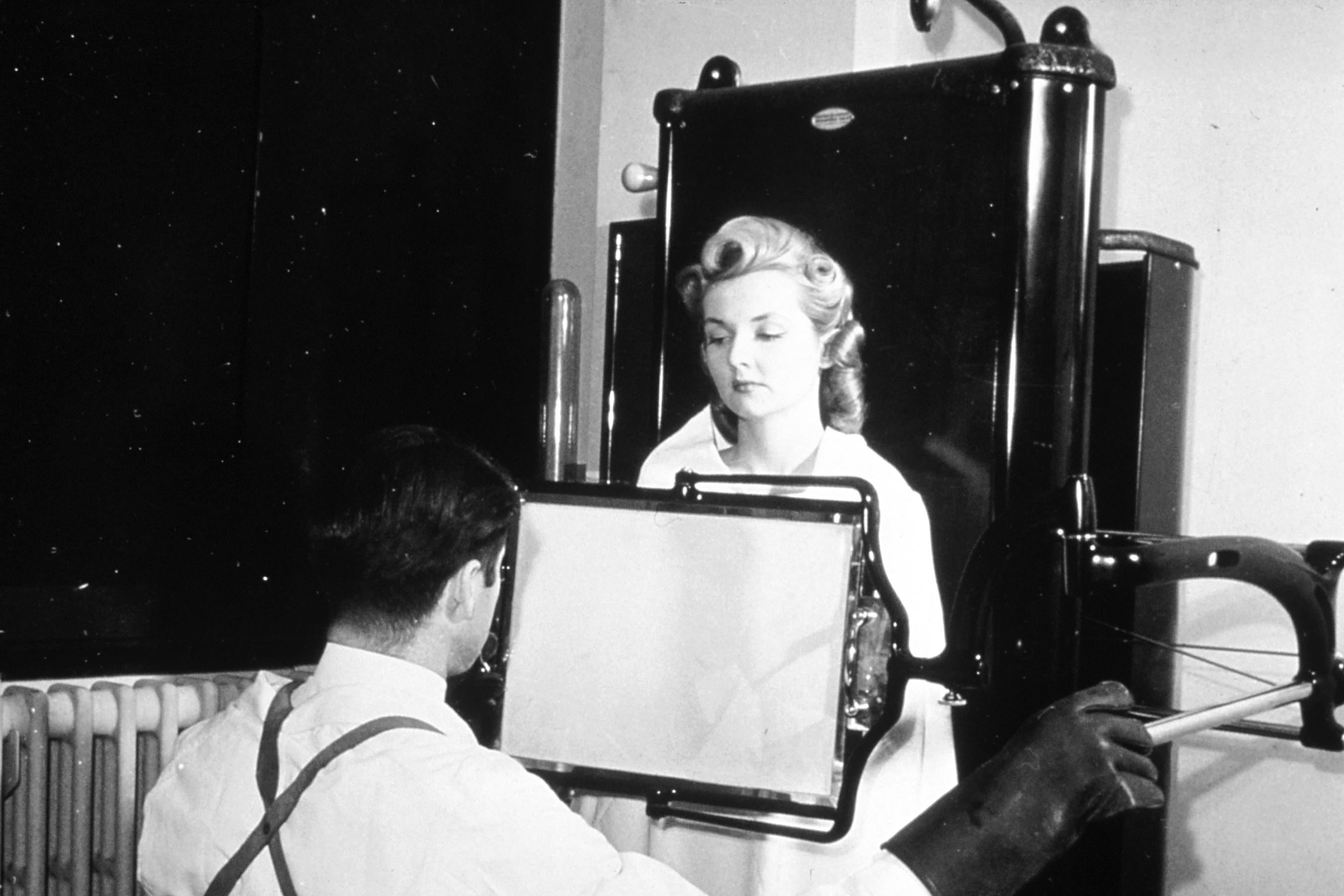
1940年の胸部蛍光透視法。

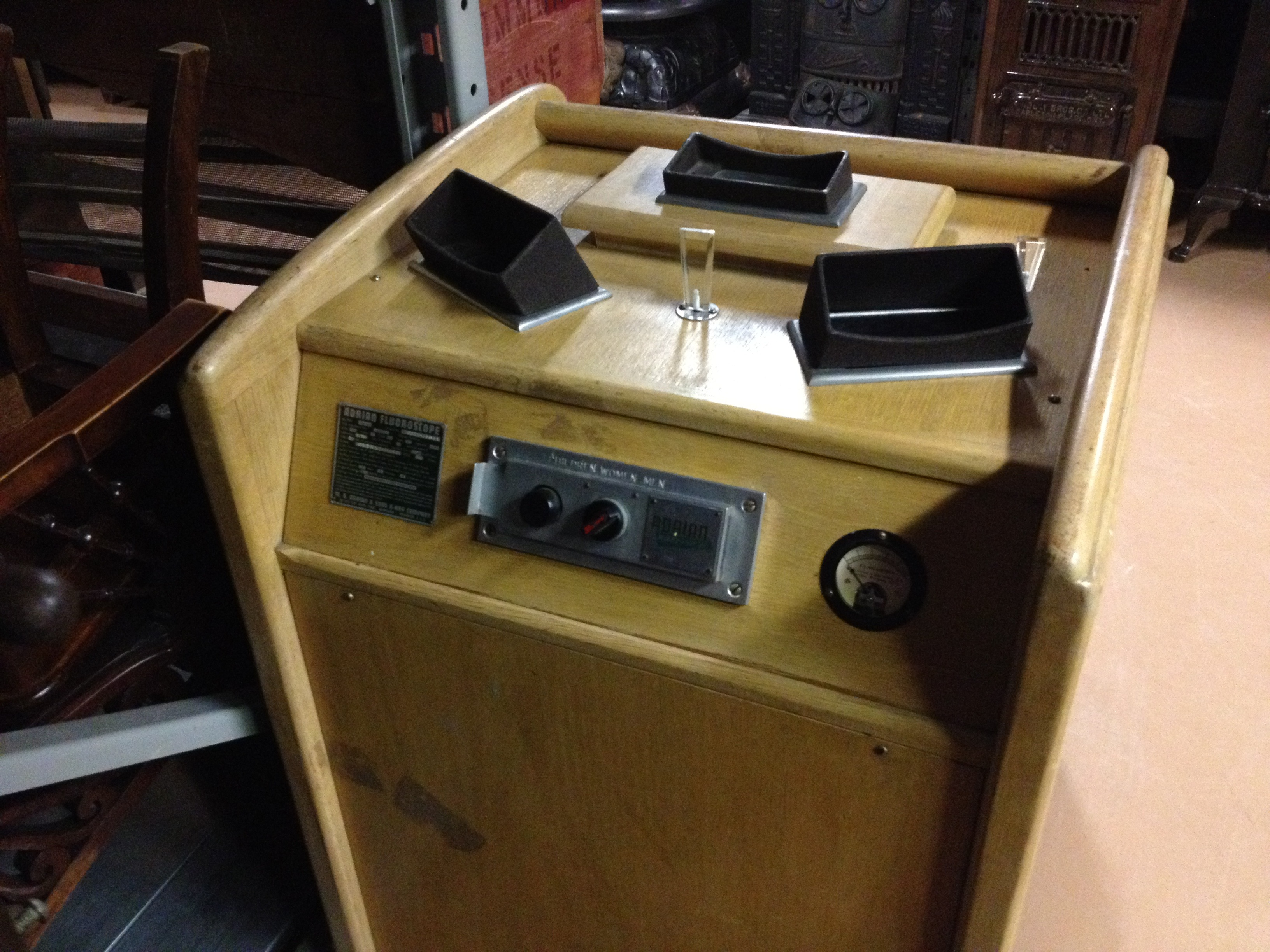
1950年以前に靴屋で靴のフィット感をテストするために使用されていたエイドリアンの靴フィット透視装置。ハイテク販売の仕掛けであるこれらは、不必要な放射線被曝の懸念から段階的に廃止されました。

### アナログ電子時代

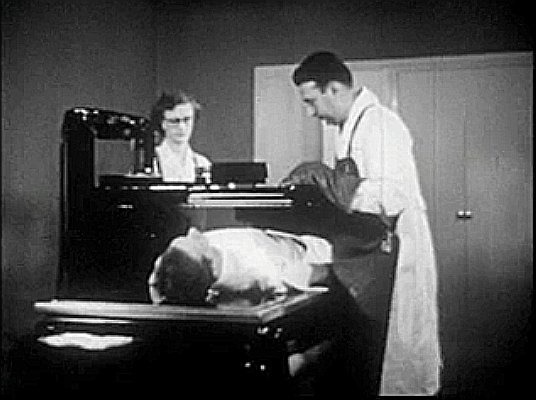
1950年代の透視

## リスク

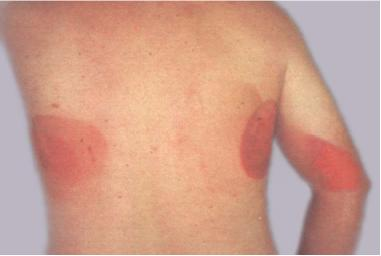
長時間露光による蛍光透視法による火傷

## 装置

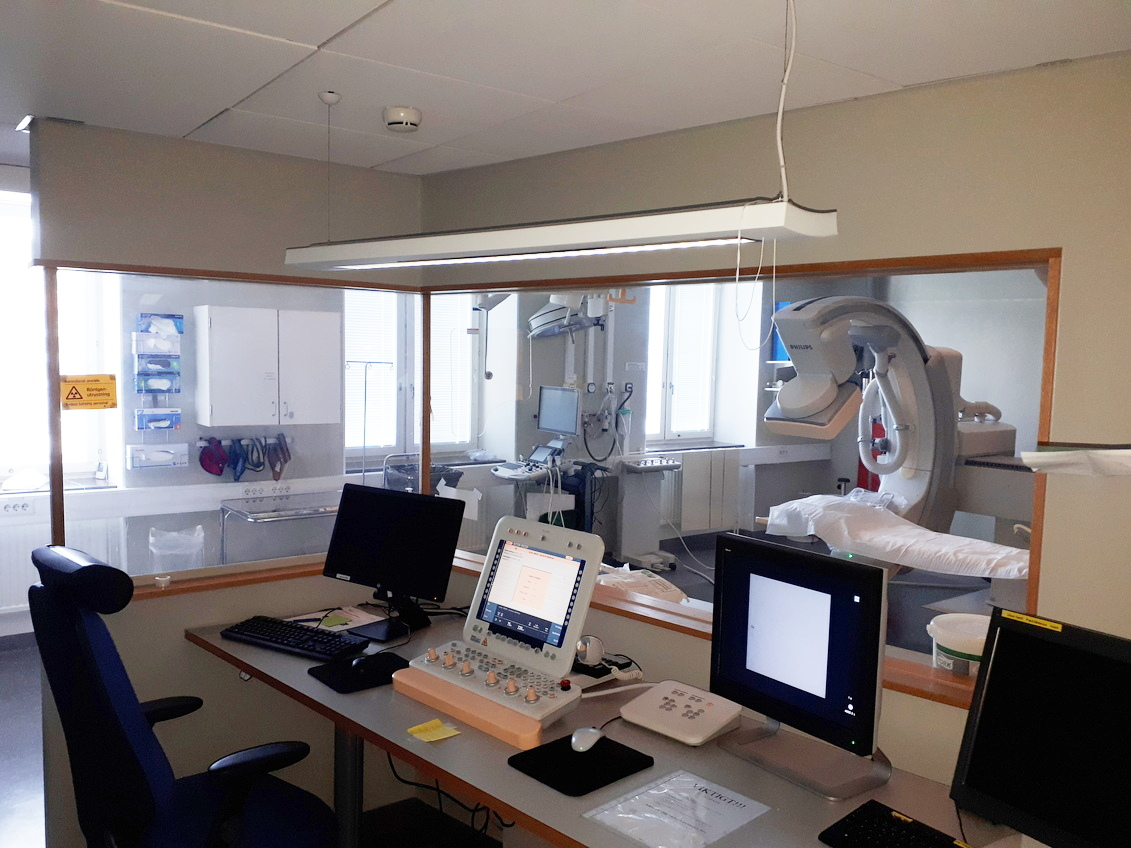
コントロールスペースのある透視室。

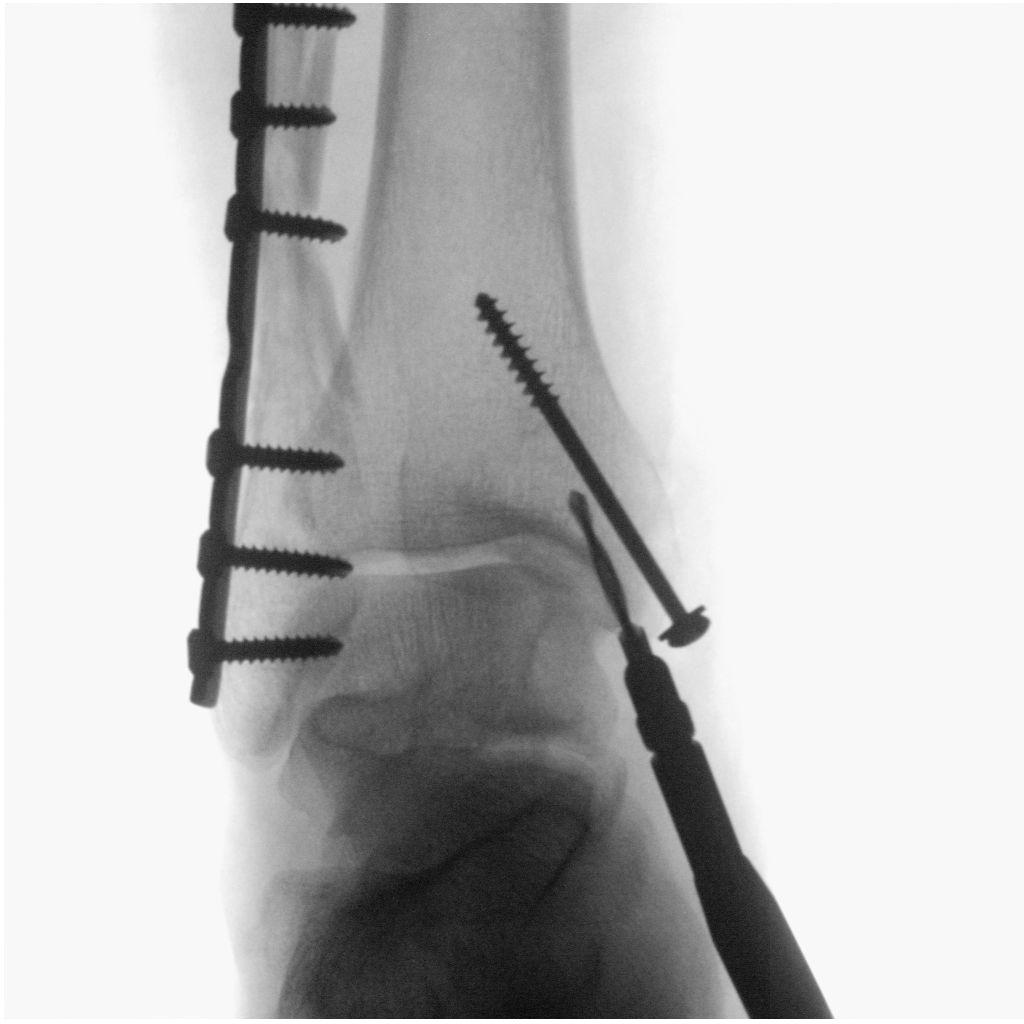
透視X線装置はインプラントの手術中の大きな資産です